# Семиречье

Семиреченская область в начале XX века

Семире́чье (каз. Жетісу, кирг. Жети-Суу, уйг. Йәттису‎) — историко-географическая область в Средней Азии. Семиречье в настоящее время расположено главным образом на территории Казахстана (Алматинская область, Жетысуская, частично Жамбылская); верховья Или входят в состав Синьцзян-Уйгурского автономного района Китая; часть Чуйской долины, входящей в расширенное историческое толкование Семиречья, входит в состав Кыргызстана.
Область расположена между озёрами Балхаш на севере, Сасыкколь и Алаколь на северо-востоке, хребтом Джунгарский Алатау на юго-востоке, хребтами Северного Тянь-Шаня на юге.
Семь главных рек, от которых произошло название региона: Или, Каратал, Биен, Аксу, Лепси (Лепсы, Лепса), Баскан, Сарканд. В Алматы на фонтане, символизирующем Семиречье, были высечены названия семи рек: Или, Чу, Аксу, Каратал, Лепсы, Тентек и Коксу. В энциклопедии «Алма-Ата» читаем, что название Семиречье произошло от рек Или, Каратал, Биен, Аксу, Лепсы, Баскан и Сарканд. В этой семёрке появились три новые реки, вытеснив три из списка, изображённого на фонтане. Как видим, и здесь существуют разночтения, несколько вариантов семи рек. Одни из этого перечня исключают самую южную реку Чу. Другие настаивают на включении в список самой северной реки района — Аягуз. Третьи считают только Или и впадающие в неё притоки: Чарын, Чилик, Турген, Иссык, Талгар и Каскелен.
И. Завалишин в работе «Описание Западной Сибири», повествуя о казахской степи, утверждал, что название «Семиречье» неправильно вообще, потому что собственно в Балхаш впадает шесть рек.
Основное население — казахи, киргизы, русские, уйгуры, дунгане.

## География

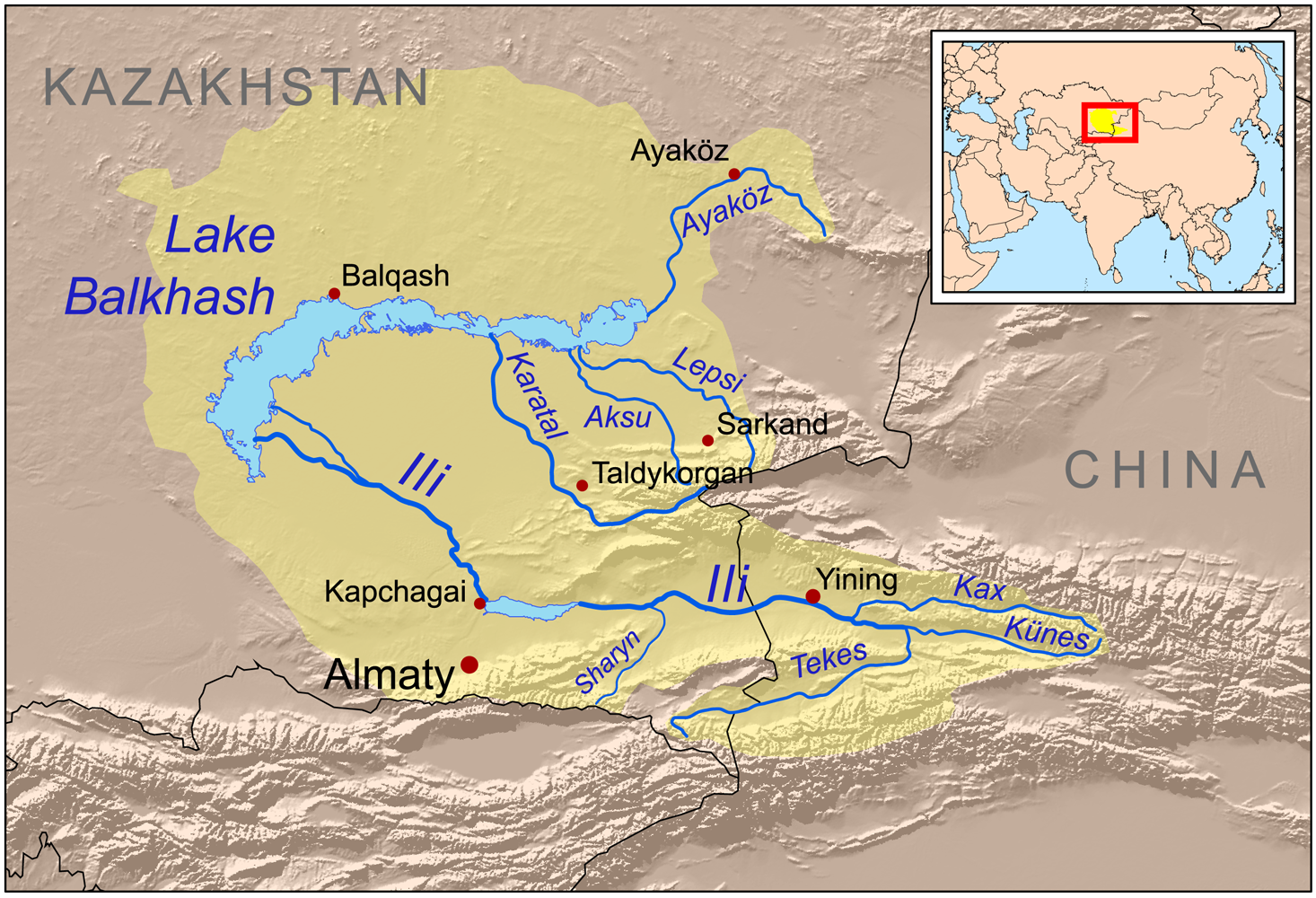
Водосборный бассейн озера Балхаш, на территории которого расположено Семиречье.

Семиречье — историко-географический район, включающий юго-восточную часть Казахстана и северного Кыргызстана. Ограничено Семиречье на севере — озёрами Балхаш, Сасыколь и Алаколь; на востоке — хребтом Джунгарский Алатау; на юге — хребтами северного Тянь-Шаня Терскей Ала-Тоо и Киргизский; на западе — реками Карабалта, Чу и озером Балхаш. Однако границы эти условны.
По Р. И. Аболину (советский географ) Семиречье включает в себя часть Казахского мелкосопочника (возвышенность севернее озера Балхаш), всю степь Бетпакдалу и северный Тянь-Шань. То есть, полностью Джамбульскую (Тараз), Алматинскую и Талды-Курганскую области, часть Чимкентской, Джезказганской и Семипалатинской областей и северного Кыргызстана. А в справочнике «Географические названия СССР» за 1983 год говорится: «Семиречье — географическая область, лежащая к югу от озера Балхаш. Алма-Атинская область Казахской ССР», то есть Северный Кыргызстан уже не входит. Как видим, разночтение довольно значительное. Эта область могла бы быть названа не Семиречьем, а другим составным словом, в котором числительное было бы даже двузначным числом, потому что рек здесь гораздо больше. Но какие именно семь рек — мнения, как и относительно границ, также различны.

## История
В I тысячелетии до н. э. на этой территории жили сакские племена; во II веке до н. э. — V веке н. э. — усуни. В середине VI века н. э. здесь образовался Западно-Тюркский каганат, в VIII веке — государства тюргешей (до 758 года) и карлуков (766—940 годы). В конце X века Семиречье вошло в государство Караханидов, с 1130-х годов в — государство каракитаев. В начале XIII века территория завоёвана войсками Чингисхана.
В первые годы после монгольского нашествия, положение в Семиречье оставалось относительно благополучным. Восстанавливались города Янги-Балык, Кенжак, Янги-Талас, Баласагун, Ики-Огуз, Каялык, Илибалык и др. Но уже к середине XIII века положение изменилось, сельское хозяйство пришло в упадок, города стали пустеть и большая их часть вскоре была заброшена. Основной причиной гибели в Семиречье городской культуры было то, что после монгольского завоевания сюда переселились большие массы кочевого населения, которым были чужды оседло-земледельческие традиции. Под пастбища отдавались посевные земли, огороды и сады, а непосильные налоги, дорожные сборы и разного рода повинности окончательно разоряли местное население. Фламандский монах-францисканец Вильгельм Рубрук, проезжавший здесь в 1253 году и китайский путешественник Чандэ, посетивший Чуйскую долину в 1259, сообщали о развалинах там, где раньше были многочисленные города Семиречья. О катастрофических последствиях татаро-монгольского нашествия свидетельствуют и археологические данные, так в Иллийской долине в XIII веке жизнь продолжалась только в восьми городищах из шестидесяти шести.
В XIV веке в результате распада Чагатайского улуса монголов здесь образовалось другое монгольское государство Могулистан. В XV веке на землях Семиречья возникло Казахское ханство. Здесь обосновался казахский Старший жуз.
С XVI века земли Семиречья находились под властью ойратов. Позднее с 1635 года по 1755 год в составе Джунгарского ханства.
В середине XIX века область вошла в состав Российской империи, осуществлялась славянская, главным образом казачья, колонизация региона. C 1867 года существовала Семиреченская область, в состав которой кроме собственно Семиречья входила Чуйская долина и горные регионы Тянь-Шаня. В советское время Семиреченская область была переименована в Джетысуйскую губернию, просуществовавшую до 1928 года в составе РСФСР.
В 1997 году упразднена Талды-Курганская область, однако в 2022 году в тех же границах в составе Казахстана образовалась Жетысуская область.

## Этимология
Название «Семиречье» появилось в 1840-х годах, когда в этот край прибыли отряды Сибирского казачьего войска. Свыкшиеся с безводными, сухими степями Прииртышья, сибирские казаки были поражены обилием рек и речушек, спадающих с северных склонов Джунгарского Алатау и Кунгей Ала-Тоо. Поэтому и назвали вновь занятый край Семиречьем. Счастливой цифрой и в народном фольклоре означающей «много» — семь пядей во лбу; семеро одного не ждут; семь бед, один ответ и другие. Более основательно считается, что термин «Семиречье» в научный оборот ввёл русский географ А. Г. Влангали, описавший реки, впадающие в озеро Балхаш, в своём отчёте о путешествии в Семиречье и Джунгарский Алатау в 1849—51 годах.
Версия, связанная с семью крупнейшими реками края, которые пришлось преодолевать русским войскам при их продвижении с северо-востока на юг, наиболее распространённая. Поэтому в этой версии отсутствует река Чу. Объясняют это тем, что до неё русские войска дошли гораздо позже, и первоначально Семиречьем назывался район лишь до реки Или. Остальная часть в российских источниках и документах называлась Заилийским и Зачуйским районами. И только впоследствии район, именуемый Семиречьем, расширили до описанных выше границ.
С 1867 года, когда была образована Семиреченская область, исчезают названия Аягузский округ, Заилийский и Зачуйский края. Остаётся одно название — Семиречье, присвоенное всему району, включённому в область. Но это одна из версий, связанная с продвижением русских в этот край. Подробное описание ей уделено потому, что она самая распространённая.
У Балхаша, между реками Или и Каратал было урочище Семь Рек. Коль речь идёт о местном названии урочища, то, скорее всего, имеются в виду не реки и даже не мелкие речки, а какие-то родники, ручьи или маленькие озёра. Возможно какое-то сочетание этих водных источников. «Семь Рек», то есть урочище богатое водой в засушливых казахских степях, почему его и выбрали для строительства султанской ставки.

Урочище Семь Рек было известно русским ещё до прихода в Семиречье. В 1819 году султан Большой орды Суюк (Сюк) Аблайханов с территорией у восточного берега озера Балхаш принял подданство России. В ознаменование этого события указом Александра I (годы царствования 1801—25) повелевалось выстроить султану «Секе» дом и мечеть на берегу озера Балхаш в «урочище Семь Рек». Западно-Сибирский генерал-губернатор П. М. Капцевич письмом № 450 от 9 июня 1822 года поручал губернскому секретарю мулле Тасбулату Бекбулатову «отправиться к Семи Рекам к султанам Адилевым, кочующими за реками Коксу и Каратал» для переписи и приведения к присяге «вступающих с ними (султанами — Б. М.) в подданство Российское подчинённых их биев и киргизцев».
А в донесении от 25 мая 1825 года сообщал об отправке отряда под командованием подполковника Шубина к султану «Сюку Аблайханову к урочищу Семиречен». [РГИА, ф. 1264, о. 1, д. 334, л. 3]. Отряд должен был следовать «по известному караванному направлению к Семи Речкам, находящимся от Семипалатинска в 600 верстах» [там же, л. 9]. Б. Броневский в «Записках о киргиз-кайсаках Средней орды» в 1830 году писал: «Большой орды киргизы, кочующие на урочище Семи Рек, около озера Балхаш с прилежанием занимаются земледелием».